# Diana
Diana (latinsko Diana, po latinski besedi diviana - sijoča) je v rimski mitologiji boginja svetlobe, zlasti mesečine, svobodne narave, divjadi, lova,  zaščitnica poroda in devištva, ter državna boginja Latinov. v rimsko kulturo in vero jo je vpeljal kralj Servij Tulij. Njen praznik, 13. avgust, so obhajali kot praznik sužnjev. Enaka je grški boginji Artimedi.